# Ernest (książę Saksonii-Hildburghausen)
Ernest (ur. 12 lipca 1655 w Gocie, zm. 17 października 1715 w Hildburghausen) – książę Saksonii w księstwie Saksonii-Gothy-Altenburga od 1674 do 1680 (wraz z braćmi), po podziale od 1680 samodzielny książę Saksonii-Hildburghausen.

## Życiorys

Obszar księstwa Saksonii-Hildburghausen w 1680 na tle granic saskich księstw na terenie Turyngii

Ernest był jednym z licznych synów księcia Saksonii-Gotha-Altenburg Ernesta I Pobożnego z rodu Wettinów i Elżbiety Zofii, córki księcia Saksonii-Altenburg Jana Filipa. Żoną Henryka była Zofia Henrietta (1662–1702), córka księcia Waldeck-Eisenberg Jerzego Fryderyka. Miał pięcioro dzieci:
- Ernest Fryderyk I (1681–1724), kolejny książę Saksonii-Hildburghausen,
- Zofia Szarlotta (1682–1684),
- Zofia Szarlotta (1685–1710),
- Karol Wilhelm (1686–1687),
- Józef Fryderyk (1702–1787), cesarski generał[1].